# Hanns Michael Crass
Hanns Michael Crass (* 9. Juni 1944 in Darmstadt) ist ein deutscher Kunsthistoriker und Bibliothekar.

## Leben und Wirken
Hanns Michael Crass absolvierte zunächst die Ausbildung für den gehobenen Bibliotheksdienst und legte die Prüfung als Diplom-Bibliothekar 1967 an der Bibliotheksschule des Borromäus-Vereins in Bonn ab. Anschließend studierte er Kunstgeschichte, Archäologie und Ur- und Frühgeschichte an den Universitäten Bonn und Köln und promovierte 1975 mit einer Arbeit über Bibliotheksbauten im 19. Jahrhundert an der Universität Köln. Im gleichen Jahr trat er als Bibliotheksreferendar an der Universitätsbibliothek Bonn bzw. der Stadtbibliothek Köln in die Ausbildung für den höheren Bibliotheksdienst ein und absolvierte die Fachprüfung hierfür 1977 am Bibliothekar-Lehrinstitut des Landes Nordrhein-Westfalen. Bis 2009 war er dann als wissenschaftlicher Bibliothekar an der Universitäts- und Landesbibliothek Düsseldorf tätig; im Jahre 1987 wurde er dort zum Bibliotheksdirektor ernannt. Neben seiner Arbeit als Fachreferent führte er als Abteilungsleiter die Benutzungsabteilung dieser Bibliothek.
Crass beschäftigt sich in seinen Veröffentlichungen vor allem mit der Baugeschichte von Bibliotheken im 19. Jahrhundert und ihrer Ikonographie.

## Schriften
- Bibliotheksbauten des 19. Jahrhunderts in Deutschland. Kunsthistorische und architektonische Gesichtspunkte und Materialien. Verlag Dokumentation, München 1976 (Dissertation Universität Köln), ISBN 978-3-7940-3177-1.
- Das Gebäude der Kölner Stadtbibliothek am Gereonskloster. In: Rheinische Heimatpflege, N.F., Bd. 15 (1978), S. 33–37.
- Joseph Laurent, Aachens Stadtbaumeister von 1886 bis 1920. In: Rheinische Heimatpflege, N.F., Bd. 16 (1979), S. 97–100.
- Bonaventura Genelli als Illustrator (= Bonner Beiträge zur Bibliotheks- und Bücherkunde, Bd. 29). Bouvier, Bonn 1981, ISBN 978-3-416-01560-8.
- Das ikonographische Programm der Nationalbibliotheken des 19. Jahrhunderts am Beispiel der Bibliothèque Nationale in Paris. In: Carsten-Peter Warncke (Hrsg.): Ikonographie der Bibliotheken (= Wolfenbütteler Schriften zur Geschichte des Buchwesens, Bd. 17). Harrassowitz, Wiesbaden 1992, S. 309–325, ISBN 3-447-03252-9.
- Bauten für Stadtbibliotheken im Kaiserreich. In: Jörg Fligge (Hrsg.): Stadt und Bibliothek. Literaturversorgung als kommunale Aufgabe im Kaiserreich und in der Weimarer Republik (= Wolfenbütteler Schriften zur Geschichte des Buchwesens, Bd. 25). Harrassowitz, Wiesbaden 1997, S. 347–378, ISBN 3-447-03885-3.
- (Mitarb.): Rolf Escher, Bücherzeiten. Gezeichnete Entdeckungen ; Zeichnungen, Aquarelle, Druckgrafik. Emschertal-Museum, Herne 2000, ISBN 978-3-922987-63-5.
- Die Benutzungsordnung der Universitäts- und Landesbibliothek Düsseldorf als Spiegel des Verhältnisses zwischen Bibliothek und Benutzer. In: Maria Kühn-Ludewig (Hrsg.): Lesen – Der neue Luxus. Wie Bibliotheken ihre NutzerInnen zur Kasse bitten. 2. Aufl. Kirsch, Nürnbrecht 2007, S. 103–112, ISBN 978-3-933586-50-6.
- (Mitarb.): Kunst an Schulen in Düsseldorf. 2. Aufl. Droste, Düsseldorf 2007, ISBN 978-3-7700-3055-2.
- Wandel und Fortbestand. Von der wissenschaftlichen Stadtbibliothek zur Hochschulbibliothek: Vierzig Jahre ULB Düsseldorf. In: Düsseldorfer Jahrbuch, Bd. 81 (2011), S. 205–230.
- Constantin Nörrenberg. Aus Anlaß seines 150. Geburtstages. In: Düsseldorfer Jahrbuch, Bd. 82 (2012), S. 237–242.
- Eine „Sixtinische Kapelle“ in Paris? Wandgemälde in Bibliotheken in Paris. In: Benedikt Mauer (Hrsg.): Das Heute hat Geschichte. Forschungen zur Geschichte Düsseldorfs, des Rheinlands und darüber hinaus; Festschrift für Clemens von Looz-Corswarem zum 65. Geburtstag (= Quellen und Forschungen zur Geschichte des Niederrheins, Bd. 10). Klartext, Essen 2012, S. 559–584, ISBN 978-3-8375-0696-9.
- 250 Jahre Düsseldorfer Bibliothek, 1770–2020. In memoriam Günter Gattermann. In: Düsseldorfer Jahrbuch, Bd. 90 (2020), S. 11–18.